# 南天 (天球)

天球內的地球

南天球或南天是天空中旋轉着的天文區域的一部份。它是天球的南半球。

## 天文學
在天文學討論或天體製圖的場合，南天球也會被稱為南半球。
在天體製圖的情況，天文學家把天空視為一個球體的內部，而這個球體則被天球赤道分成兩半。南天球因此是天球赤道以南的那半個天球。即使把地球赤道理想投影到假想的天球上，北天球和南天球是一定不能和地球上南北半球的描述混淆。

## 觀測
從南極鳥瞰在能見度良好的情況下，觀測者大約可以很自在地看見2,000顆左右的恆星，使用雙筒望遠鏡大約可以看見20,000至40,000顆恆星。在大城市，受到光汙染和空氣汙染的影響，大約只能看見300至500顆恆星。越往北的觀測者看見的南天越少。
較亮的那些恆星都比我們的太陽巨大。最亮的大犬座天狼星視星等是 -1.5等，它的直徑是太陽的兩倍，距離地球8.6光年。同樣的，第二亮的老人星和距離4.2光年的南門二（半人馬座α，α Cen）都在南天，但是緯度在南緯60度左右，非常靠近天南極，所以在中歐都難以看見。